# Richard Woodman
Richard Woodman (* 10. März 1944 in London; † 2. Oktober 2024) war ein britischer Schriftsteller marinehistorischer Romane und Sachbücher. Am bekanntesten dürfte seine Romanserie um Nathaniel Drinkwater sein.

## Biografie
Bereits im Alter von 16 Jahren fuhr Woodman als Kadett zur See. Nachdem er sich zum Navigationsoffizier qualifiziert hatte, fuhr er bis etwa 1966 für die Handelsmarine hauptsächlich nach Fernost. Danach setzte er bei Trinity House seine Karriere fort, ging jedoch im Jahr 1997 im Rang eines Captains vorzeitig in den Ruhestand, um sich gänzlich dem Schreiben zu widmen.
Sein Hauptwerk bilden die 14 Bände um das Leben und die Karriere des Nathaniel Drinkwater. Daneben entwickelte er kürzere Serien um seine beiden weiteren Charaktere James Dunbar und William Kite, schrieb aber auch marinehistorische Fachbücher über die Geschichte des 18. Jahrhunderts sowie den Zweiten Weltkrieg. Er verfasste zahlreiche Beiträge für Magazine und Radiosendungen und schrieb eine monatliche Kolumne bei der Zeitschrift Lloyd´s List.
Woodman starb im Oktober 2024 im Alter von 80 Jahren.

## Werke (Auswahl)

### Die Nathaniel Drinkwater Serie
- An Eye of the Fleet. Sphere Books, London 1984, ISBN 0-7221-9281-9.
  - Die Augen der Flotte. Nat Drinkwaters Feuertaufe auf der Fregatte Cyclops. Ullstein, Frankfurt/M. 1985, ISBN 3-548-20531-3.
- A King's Cutter. Sphere Books, London 1984, ISBN 0-7221-9378-5.
  - Kutterkorsaren. Leutnant Drinkwater in geheimer Mission vor Frankreichs Küsten. Ullstein, Frankfurt/M. 1987, ISBN 3-548-20742-1.
- A Brig of War. Sheridan House, Dobbs Ferry, N.Y. 2001, ISBN 1-57409-125-5.
  - Kurier zum Kap der Stürme. Leutnant Drinkwater auf Vorposten im Roten Meer. Ullstein, Frankfurt/M. 1986, ISBN 3-548-20585-2.
- The Bomb Vessel. Walker, New York 1986, ISBN 0-8027-0886-2 (Nachdr. d. Ausg. London 1985).
  - Die Mörser-Flottille. Leutnant Drinkwater in der Schlacht von Kopenhagen. Ullstein, Frankfurt/M. 1986, ISBN 3-548-20666-2.
- The Corvette. Murray, London 1985, ISBN 0-7195-4197-2.
  - Die Korvette. Kapitän Drinkwater und die Walfänger von Grönland. Ullstein, Frankfurt/M. 1987, ISBN 3-548-20742-1.
- 1805. Murray, London 1985, ISBN 0-7195-4243-X.
  - Die Wracks von Trafalgar. Kapitän Drinkwater in Nelsons letzter Schlacht. Ullstein, Frankfurt/M. 1987, ISBN 3-548-20787-1.
- Baltic Mission. Murray, London 1987, ISBN 0-7195-4340-1.
  - Der Mann unterm Floss. Kapitän Drinkwater auf Horchposten in der Ostsee. Ullstein, Frankfurt/M. 1988, ISBN 3-548-20881-9.
- In Distant Waters. Murray, London 1988, ISBN 0-7195-4505-6.
  - In fernen Gewässern. Kapitän Drinkwaters Kampf mit Kap Horn. Ullstein, Frankfurt/M. 1989, ISBN 3-548-22124-6.
- A Private Revenge. Murray, London 1989, ISBN 0-7195-4690-7.
  - Der falsche Lotse. Kapitän Drinkwater in der Chinasee. Ullstein, Frankfurt/M. 1990, ISBN 3-548-22375-3.
- Under False Colours. Murray, London 1991, ISBN 0-7195-4839-X.
  - Unter falscher Flagge. Kapitän Drinkwaters Handstreich auf Helgoland. Ullstein, Frankfurt/M. 1997, ISBN 3-548-24060-7.
- The Flying Squadron. Murray. London 1992, ISBN 0-7195-5074-2.
  - Das fliegende Geschwader. Kommodore Drinkwater im Kaperkrieg. Ullstein, Frankfurt/M. 1994, ISBN 3-548-23230-2.
- Beneath the Aurora. Murray, London 1995, ISBN 0-7195-5373-3.
  - Unter dem Nordlicht. Kapitän Drinkwater im Einsatz vor Norwegens Küste. Ullstein, Frankfurt/M. 1995, ISBN 3-548-23785-1.
- The Shadow of the Eagle. Murry, London 1997, ISBN 0-7195-5754-2.
  - Der Schatten des Adlers. Kapitän Drinkwater vor den Azoren. Ullstein, Frankfurt/M. 1997, ISBN 3-548-24302-9.
- Ebb Tide. Murray, London 1998, ISBN 0-7195-5764-X.
  - Auf dem Grund des Meeres. Kapitän Drinkwaters letztes Kommando. Ullstein, Frankfurt/M. 1999, ISBN 3-548-24616-8.

### Die William Kite Trilogie
- The Guineaman. Severn House, Sutton 2000, ISBN 0-7278-5530-1.
  - William Kite. Bewährungsprobe auf der Enterprize. Ullstein, Berlin 2006, ISBN 3-548-26461-1.
- The Privateersman. Severn House, Sutton 2001, ISBN 0-7278-7040-8.
  - William Kite. Mit der Spitfire gegen die Rebellen. Ullstein, Berlin 2007, ISBN 978-3-548-26466-0.
- The East Indiaman. Severn House, Sutton 2001, ISBN 0-7278-5749-5.[2]

### Romane um James Dunbar
- Waterfront. Little Brown, London 1995, ISBN 0-316-90594-1.
- Under Sail. Little Brown, London 1998, ISBN 0-316-87771-9.

### Standalones
- The Ice Mask. Severn House, London 2003, ISBN 0-7278-5920-X.
- Dead Man Talking. Severn House, Sutton 2002, ISBN 0-7278-5760-6.
- Wager. Sphere Books, London 1991, ISBN 0-7474-0810-6.
  - Die Wette. Ullstein, Frankfurt/M. 1992, ISBN 3-548-22808-9.
- Endangered Species. Little Brown, London 1992, ISBN 0-356-20428-6.
- The Darkening Sea. Sphere Books, London 1992, ISBN 0-7474-1031-3.
  - Schlacht ohne Sieger. Ullstein, Frankfurt/M. 1992/92 (Inhalt: Gezeiten der Nacht [Bd. 1] und Ein nasses Grab [Bd. 2]).
- Voyage East. A cargo ship in the 1960s. Murray. London 1988, ISBN 0-7195-4618-4.
- The Accident. Severn House, London 1995, ISBN 0-7278-4777-5.
  - Die Kollision. Ullstein, Berlin 1997, ISBN 3-548-24172-7.
- Act of Terror. Severn House, Sutton 1996, ISBN 0-7278-4907-7.
  - Satan der See. Ullstein, Berlin 1998, ISBN 3-548-24401-7.
- Captain of the Caryatid. Severn House, Sutton 1997, ISBN 0-7278-5279-5.
  - Der Kapitän der Caryatid. Ullstein, Berlin 2006, ISBN 3-548-26364-X.
- The Cruise of the Commissioner. Severn House, Sutton 1998, ISBN 0-7278-2239-X.
  - Die Wahnsinnsfahrt des Commissioners. Der Kapitän der Caryatid als Retter in höchster Not. Ullstein, Berlin 2001, ISBN 3-548-25090-4.

### Sachbücher
- The Sea Warriors. Fighting captains and frigate warfare in the age of Nelson. Constable Publ., London 2001, ISBN 1-84119-183-3.
- The Victory of Seapower. 1806–1814. Chatham, London 1998, ISBN 1-86176-038-8.
- Keepers of the Sea. The Yachts and Tenders of Trinity House. Dalton Books, Lavenham 1999, ISBN 0-86138-018-5.
- The Lighthouses of Trinity House. Reed Publ., Bradford on Avon 2002, ISBN 1-904050-00-X.
- A Brief History of Mutiny. Robinson, London 2005, ISBN 1-84119-737-8.
- View from the Sea. Century Publ., London 1984, ISBN 0-7126-1024-3.
- Arctic Convoys. 1941–1945. Murray, London 1994, ISBN 0-7195-5079-3.
- Malta Convoys. 1940–1943. Murray, London 2000, ISBN 0-7195-5753-4.
- The Real Cruel Sea, The Merchant Navy in the Battle of the Atlantic. 1939–1943. Murray, London 2004, ISBN 0-7195-6403-4.
- The History of the Ship. History Press, Stroud 2008ff

1. Neptun's Trident. Spices and slaves, 1500–1807. 2008, ISBN 978-0-7524-4814-5.
2. Britannia's realm in support of the state, 1763–1816. 2009, ISBN 0-7524-4819-6.
3. Masters under god. Makers of Empire 1816–1884. 2009, ISBN 978-0-7524-4820-6.
4. More days, more dollars. The universal buck chain, 1885–1920. 2010, ISBN 978-0-7524-4821-3.
5. Fiddler's Green. The great squandering, 1921–2010. 2010, ISBN 978-0-7524-4822-0.

- The Story of Sail. Chatham, London 1999, ISBN 1-86176-075-2.
  - Unter Segeln. Vom Einbaum zum Hightech-Segler. Delius Klasing, Bielefeld 2002, ISBN 3-7688-1380-0 (zusammen mit László Veres).
- ...Of Daring Temper. 250 years of The Marine Society. The Marine Society, London 2006, ISBN 0-9525292-2-X.